# Giselher de Burgondie
Giselher est un roi des Burgondes dans la chanson des Nibelungen, frère des rois Gernot et Gunther. Historiquement, ces personnages correspondent aux trois fils du roi Gebicca : Gondomar Ier (Gundimar), Giselher (Gislaharius) et Gondicaire (Gundaharius), rois des Burgondes au Ve siècle. Le nom Giselher signifie « guerrier engagé ».
Dans la chanson des Nibelungen , il est fiancé à Dietlind, la fille du comte Rüdiger Bechelaren (en). Il est mort peu avant 436. 